# Bridget Everett
Bridget Everett est une actrice et chanteuse de cabaret américaine, née en 1972.

## Biographie
Bridget Everett grandit à Manhattan, une ville du Kansas. Elle est la fille d'un avocat et d'une professeur de musique qui la pousse à prendre des leçons de piano et de chant. Elle bénéficie d'une bourse pour étudier à l'université d'État de l'Arizona, mais prend conscience que le métier d'artiste lyrique ne lui convient pas. Elle s'installe à Phoenix, Arizona, où elle effectue de petits boulots, mais quitte la ville après avoir subi une agression sexuelle. Elle s'établit à New York en 1997. Elle gagne sa vie en travaillant comme serveuse et pratique le karaoké durant ses loisirs,. La jeune femme découvre le cabaret et fait la connaissance d'artistes underground comme le dragking Murray Hill et le duo Kiki and Herb (en).
Bridget est encouragée à se produire sur scène par le directeur artistique d'Ars Nova (en), un théâtre Off-Broadway. En 2007, elle y donne un spectacle solo mêlant chanson et stand-up, intitulé At Least It's Pink. Il est coécrit avec Michael Patrick King et Kenny Mellman,. Elle chante dans les cabarets et monte régulièrement sur la scène de la boîte new yorkaise Joe's Pub (en). Elle est accompagnée par son groupe, baptisé Tender Moments. Entre 2008 et 2012, elle présente la soirée mensuelle Our Hit Parade avec Neal Medlyn et Kenny Mellman. Bridget se fait connaître en dehors de New York grâce à des vidéos disponibles sur YouTube et en tournant à travers les États-Unis. Elle chante notamment en première partie du spectacle de stand-up d'Amy Schumer. Elle s'est produite avec Patti LuPone. L'humoriste Fred Armisen et le musicien Flea, des Red Hot Chili Peppers, sont également montés sur scène avec elle. En 2013, Adam Horovitz coproduit le premier album de Bridget Everett and the Tender Moments, intitulé Pound It!. Son spectacle Rock Bottom comprend des chansons coécrites avec Horovitz, le compositeur Marc Shaiman et le parolier Scott Wittman (en).

## Style et influences
Bridget Everett fait partie de la scène Alternative Cabaret (en) (ou alt-cabaret). Elle se fait connaître grâce à des prestations intenses et déjantées, épuisantes pour elle aux plans physique et émotionnel, durant lesquelles la chanteuse arrache ses vêtements. Pour décrire son style, la presse évoque la Bette Midler des débuts, ainsi que des chanteuses comme Janis Joplin,.

## Discographie

### Album
- 2013 : Pound It! (Beavertails Music)

## Filmographie
- 2008 : Sex and the City : Drunk Party Girl
- 2012 : Gayby : Bridget
- 2014 : Are You Joking? : Waitress
- 2014 : The Opposite Sex : Stella
- 2015 : Trainwreck : Kat
- 2017 : Patti Cake$
- 2017 : Fun Mom Dinner : Melanie
- 2017 : Little Evil
- 2017 : Permission : Charlie
- 2019 : Unbelievable (mini série télévisée) : Colleen Doggett
- 2021 : Somebody Somewhere (série télévisée) : Sam